# Уэда, Аясэ
Аясэ Уэда (яп. 上田 綺世; род. 28 августа 1998, Мито) — японский футболист, нападающий нидерландского клуба «Фейеноорд» и сборной Японии.

## Молодёжная карьера
После окончания средней школы Уэда продолжил изучение спорта в Университете Хосэй и с первого года обучения стал членом футбольной команды. В свой первый год Уэда забил 15 голов в 27 играх и выиграл награду «Лучшего новичка лиги». На втором курсе Уэда помог Университету выиграть Всеяпонский университетский чемпионат по футболу впервые за 42 года. Он забил гол в полуфинале в ворота Университета Хунтендо и забил 2 гола в турнире в целом, где он также был признан лучшим нападающим турнира. В лиге был включен в состав сезона, забив 11 голов в 19 матчах.
После успеха первых двух лет обучения в университете, в феврале 2019 года было объявлено, что он присоединится к клубу «Касима Антлерс» в качестве специального игрока с намерением полностью присоединиться к клубу в 2021 году. Он начал сезон, представляя Хосэй, но в июле 2019 года было объявлено, что он уйдет из университетской команды и присоединится к «Касиме» раньше, чем первоначально планировалось. Его вызов в сборную ускорил его уход из университетской команды и дал ему возможность сделать следующий шаг — Уэда сказал: «Я сделал все, что мог в Хосэе».

## Клубная карьера

### «Касима Антлерс»
Он дебютировал за «Касима Антлерс» в июле 2019 года, заменив Сёму Дои в матче против «Урава Ред Даймондс» (1:1). В следующем месяце он забил свой первый профессиональный гол в победной игре против «Иокогама Ф. Маринос» (2:1). В сентябре он впервые вышел в стартовом составе и забил два гола в матче против «Симидзу С-Палс» (4:0). Свой дебютный сезон он завершил с четырьмя голами в чемпионате, сыграв 400 минут. Также Уэда впервые выступил на континентальных соревнованиях, сыграв в обеих играх против китайского клуба «Гуанчжоу» в четвертьфинале Лиги чемпионов 2019 года.
После успешного дебютного сезона Уэда продолжал производить впечатление и в сезоне 2020 года, забив 10 голов в 29 матчах во всех соревнованиях, что еще более впечатляет тот факт, что за весь сезон он отыграл все 90 минут только в двух играх.
В сезоне 2021 голы Уэды сыграли решающую роль в попадании «Касимы» в четверку лучших. В 29 играх Лиги он забил 14 голов, что сделало его лучшим бомбардиром клуба в сезоне и четвертым бомбардиром Лиги. И это несмотря на то, что он пропустил почти два месяца футбола из-за растяжения паха в июне. Его выступления не остались без награды, и он был назван одним из 31 выдающегося игрока Лиги по мнению менеджеров и игроков.
В 2022 году в первом официальном матче «Касимы» в сезоне он оформил дубль в ворота «Гамбы». С тех пор он улучшил свой бомбардирский статус, став в июне лучшим бомбардиром Лиги 2022 года, забив 10 голов в 18 матчах. В его предыдущем году ему понадобился 21 матч, чтобы забить 10 голов. А в 2022 ему понадобилось всего 16 матчей, чтобы достичь этого показателя. Он также завоевал доверие Мориясу и часто вызывался в сборную, приняв участие в 5 из 6 матчей, в которых национальная команда играла с марта по июнь. После улучшения результатов в клубе и увеличения количества игрового времени за сборную он добился перехода в европейский клуб.

### «Серкль Брюгге»
1 июля 2022 года Уэда был объявлен новым игроком бельгийского клуба «Серкль Брюгге». После прохождения медицинского осмотра он подписал четырехсезонный контракт сроком до июня 2026 года. Он дебютировал в проигрышном матче против «Вестерло» (0:2). Свой первый гол за клуб забил игре против «Зюлте-Варегема» (1:1). Прежде чем Уэда присоединился к сборной Японии для участия на чемпионате мира 2022 года в ноябре, он забил восемь голов в восемнадцати играх. Во второй половине сезона Уэда продолжил свою результативную форму и завершил регулярный сезон с 18 голами в лиге, что сделало его вторым по результативности бомбардиром в лиге. Уэда завершил сезон с 23 голами в 42 матчах во всех соревнованиях и занял второе место в голосовании «Игрок сезона» «Серкль Брюгге», уступив Тибо Сомерсу.

### «Фейеноорд»
3 августа 2023 года Уэда подписал пятилетний контракт на сумму в размере 8 миллионов евро с нидерландским клубом «Фейеноорд». Ему дали номер 9. Он дебютировал в игре против «Фортуны» (0:0) после того, как во втором тайме вышел на замену Квилиндси Хартману. Свой первый гол за клуб он забил 3 сентября в победной гостевой игре над «Утрехтом» (5:1).
Уэда дебютировал в Лиге чемпионов в октябре 2023 года в проигрышном матче против «Атлетико Мадрид» (2:3). Он отыграл 60 минут, прежде чем был заменен, что стало его первым матчем в стартовом составе за клуб. Благодаря форме товарища по команде Сантьяго Хименеса, Уэда в основном использовался в качестве замены в своём дебютном сезоне. 21 апреля 2024 года он вышел на замену в победном финале Кубка Нидерландов (КНВБ) против НЕК (1:0), и помог «Фейеноорду» завоевать свой четырнадцатый титул Кубка Нидерландов. В своём дебютном сезоне он забил 5 голов в 26 матчах лиги (и только в 5 играх в качестве стартового игрока), а команда заняла второе место в лиге.
В начале сезона 2024/2025 Уэда выиграл свой второй трофей с клубом после того, как «Фейеноорд» обыграл ПСВ в Суперкубке Нидерландов. Когда матч перешёл в серию пенальти после ничьи в основное время (4:4), Уэда забил второй пенальти «Фейеноорда» и обеспечил победу со счетом 4:2.
В сентябре он забил свой первый гол в сезоне 2024/2025 в победном матче против «НАК Бреда» (2:0). 23 октября Уэда забил свой первый гол в матче Лиги чемпионов, забив первый гол в победной игре против лиссабонской «Бенфики» (3:1). Как раз в то время, когда Уэда выходил на поле чаще, он получил травму подколенного сухожилия в матче Эредивизи против Аякса в начале ноября, из-за чего он выбыл из строя на оставшуюся часть 2024 года.

## Карьера за сборную

### Юношеские
В ноябре 2017 года, еще учась в Университете Хосэй, Уэда получил свой первый вызов в национальную сборную, чтобы представлять команду молодёжную сборную (до 20 лет) на товарищеском соревновании на Кубке M-150. Он впервые вышел на замену в проигрышной игре против Таиланда (1:2), но забил дважды в своем первом стартовом матче против Северной Кореей (4:0). Япония играла с Узбекистаном в финале, где Уэда провел всю игру, которая закончилась в основное время со счётом 2:2, и перешла в серию пенальти. Он не реализовал последний пенальти Японии в серии и принес победу на турнире Узбекистану.
В июне 2018 года Уэда был в составе сборной Японии до 21 года, которая участвовала в престижном турнире в Тулоне. Выйдя на замену в первых двух групповых играх против Турции и Португалии, он оказал большое влияние на последнюю, забив два гола, когда Япония выиграла со счетом 3:2.
Уэда также входил в состав команды, завоевавшей серебряные медали на Азиатских играх 2018 года. Он участвовал в шести из семи игр Японии во время турнира, в том числе отыграл полные 120 минут против Южной Кореи в матче за золотую медаль. Уэда забил три гола на турнире: сначала реализовал пенальти в победной игре над Малайзией (1:0) в 1/8 финала, затем в полуфинальной игре над ОАЭ (1:0) и последний гол забил в дополнительное время финального матча.
В 2019 году Уэда продолжил выступать за сборную до 23 лет, на этот раз в отборочных матчах чемпионата Азии (до 23). Япония прошла свою отборочную группу, забив 21 гол и не пропустив ни одного. Он оформил хет-трик в игре против Макао (8:0) и забил еще один гол в матче против Восточным Тимором (6:0). В финальном раунде Япония не прошла дальше группового этапа.
В июле 2019 года Уэда был в составе сборной Японии, принимавшей участие в Летней Универсиаде. Он забил два гола в первой игре соревнований, победив Аргентину со счетом 3:0. Обыграв Южную Корею в четвертьфинале и Италию в серии пенальти в полуфинале, Япония в итоге выиграла соревнование после победы со счетом 4:1 над Бразилией в матче за золотую медаль, где Уэда отметился хет-триком.
В июне 2021 года Уэда был включен в состав сборной Японии, которая примет участие в отложенных летних Олимпийских играх 2020 года. Он принял участие в каждой игре во время турнира, и помог Японии занять четвертое место.

### Национальная
Показав высокую результативность за молодежные сборные Японии, 24 мая 2019 года Уэда был вызван главным тренером Японии Хадзиме Мориясу для участия в Кубке Америки, который проводился в Бразилии. На момент своего вызова он все еще играл за свою университетскую команду, и это был первый раз, когда университетский игрок был вызван с тех пор, как Кенсукэ Нагаи и Кадзуя Ямамура были приглашены в 2010 году. Он дебютировал 17 июня 2019 года, выйдя в стартовом составе в проигрышном матче против Чили (0:4). Он еще два раза выходил на замену в турнире, прежде чем Япония вылетела из группового этапа.
Несмотря на свои выступления на Кубке Америки, Мориясу снова включил Уэду в сборную Японии, на этот раз на Чемпионат Восточной Азии 2019 года. Он участвовал во всех трех играх Японии и отыграл свои первые полные 90 минут в основной сборной, одержав победу со счетом 2-1 над Китаем. Япония заняла второе место в турнире после поражения в финале от Южной Кореи со счетом 1:0.
В ноябре 2022 года Уэда был вызван в сборную Японии на чемпионат мира 2022 года. На турнире дебютировал, выйдя в стартовом составе во второй групповой игре против Коста-Рики, но перерыве был заменен на Такуму Асано, а японцы проиграли со счётом 0:1. Это было первое и последнее появление Уэды на турнире, а Япония дошла до 1/8 финала где уступила Хорватии.
15 июня 2023 года Уэда забил свой первый гол за сборную, в матче Кубка Кирин против Сальвадора (6:0).
16 ноября 2023 года во втором раунде квалификации на чемпионат мира по футболу 2026 года в матче против Мьянмы (5:0) оформил первый в карьере хет-трик за сборную.
Был включён в состав сборной на Кубок Азии 2023 в Катаре , где отметился 3 забитыми голами.

## Статистика

### Клубная
| Клуб           | Сезон      | Лига       | Лига  | Лига | Кубок | Кубок | Кубок лиги | Кубок лиги | Континент | Континент | Другое | Другое | Итог  | Итог |
| Клуб           | Сезон      | Дивизион   | Матчи | Голы | Матчи | Голы  | Матчи      | Голы       | Матчи     | Голы      | Матчи  | Голы   | Матчи | Голы |
| -------------- | ---------- | ---------- | ----- | ---- | ----- | ----- | ---------- | ---------- | --------- | --------- | ------ | ------ | ----- | ---- |
| Касима Антлерс | 2019       | Джей-лига  | 13    | 4    | -     | -     | 2          | 0          | 2         | 0         | -      | -      | 17    | 4    |
| Касима Антлерс | 2020       | Джей-лига  | 26    | 10   | -     | -     | 1          | 0          | -         | -         | -      | -      | 27    | 10   |
| Касима Антлерс | 2021       | Джей-лига  | 29    | 14   | 3     | 3     | 4          | 2          | -         | -         | -      | -      | 36    | 19   |
| Касима Антлерс | 2022       | Джей-лига  | 18    | 10   | 1     | 1     | 4          | 3          | -         | -         | -      | -      | 23    | 14   |
| Касима Антлерс | Итог       | Итог       | 86    | 38   | 4     | 4     | 11         | 5          | 2         | 0         | 0      | 0      | 103   | 47   |
| Серкль Брюгге  | 2022/23    | Про-лига   | 40    | 22   | 2     | 1     | -          | -          | -         | -         | -      | -      | 42    | 23   |
| Фейеноорд      | 2023/24    | Эредивизи  | 26    | 5    | 4     | 0     | –          | –          | 7         | 0         | 0      | 0      | 37    | 5    |
| Фейеноорд      | 2024/25    | Эредивизи  | 21    | 7    | 1     | 0     | –          | –          | 8         | 2         | 1      | 0      | 31    | 9    |
| Фейеноорд      | Итог       | Итог       | 47    | 12   | 5     | 0     | –          | –          | 15        | 2         | 1      | 0      | 68    | 14   |
| Общий итог     | Общий итог | Общий итог | 173   | 72   | 11    | 5     | 11         | 5          | 17        | 2         | 1      | 0      | 213   | 84   |

1. ↑  Включая Кубок Императора, Кубок Бельгии и Кубок Нидерландов
2. ↑  Включая Кубок Джей-лиги
3. ↑  Матчи в Лиге чемпионов АФК
4. ↑  5 матче в Лиге чемпионов УЕФА, 2 матча в Лиге Европы
5. ↑  Матчи в Лиге чемпионов УЕФА
6. ↑  Матч в Суперкубке Нидерландов

### Международная
| Сборная | Год  | Матчи | Голы |
| ------- | ---- | ----- | ---- |
| Япония  | 2019 | 6     | 0    |
| Япония  | 2022 | 6     | 0    |
| Япония  | 2023 | 7     | 7    |
| Япония  | 2024 | 11    | 7    |
| Япония  | 2025 | 1     | 0    |
| Итог    | Итог | 31    | 14   |

### Голы за сборную
| №  | Дата             | Место                                                               | Соперник  | Счёт | Результат | Турнир                  |
| -- | ---------------- | ------------------------------------------------------------------- | --------- | ---- | --------- | ----------------------- |
| 1  | 15 июня 2023     | Тоёта, Тоёта, Япония                                                | Сальвадор | 2:0  | 6:0       | Кубок Кирин 2023        |
| 2  | 9 сентября 2023  | Фольксваген-Арена, Вольфсбург, Германия                             | Германия  | 2:1  | 4:1       | Товарищеский матч       |
| 3  | 16 ноября 2023   | Суйта, Суйта, Япония                                                | Мьянма    | 1:0  | 5:0       | Квалификация на ЧМ 2026 |
| 4  | 16 ноября 2023   | Суйта, Суйта, Япония                                                | Мьянма    | 3:0  | 5:0       | Квалификация на ЧМ 2026 |
| 5  | 16 ноября 2023   | Суйта, Суйта, Япония                                                | Мьянма    | 4:0  | 5:0       | Квалификация на ЧМ 2026 |
| 6  | 21 ноября 2023   | Стадион имени принца Абдуллы аль-Файсала, Джидда, Саудовская Аравия | Сирия     | 2:0  | 5:0       | Квалификация на ЧМ 2026 |
| 7  | 21 ноября 2023   | Стадион имени принца Абдуллы аль-Файсала, Джидда, Саудовская Аравия | Сирия     | 3:0  | 5:0       | Квалификация на ЧМ 2026 |
| 8  | 14 января 2024   | Эль-Тумама, Доха, Катар                                             | Вьетнам   | 4:2  | 4:2       | КАЗ 2024                |
| 9  | 24 января 2024   | Эль-Тумама, Доха, Катар                                             | Индия     | 1:0  | 3:1       | КАЗ 2024                |
| 10 | 24 января 2024   | Эль-Тумама, Доха, Катар                                             | Индия     | 2:0  | 3:1       | КАЗ 2024                |
| 11 | 31 января 2024   | Эль-Тумама, Доха, Катар                                             | Бахрейн   | 3:1  | 3:1       | КАЗ 2024                |
| 12 | 11 июня 2024     | Эдион Пис Уинг Хиросима, Джидда, Япония                             | Сирия     | 1:0  | 5:0       | Квалификация на ЧМ 2026 |
| 13 | 10 сентября 2024 | Бахрейнский национальный стадион, Эр-Рифа-эш-Шарки, Бахрейн         | Бахрейн   | 1:0  | 5:0       | Квалификация на ЧМ 2026 |
| 14 | 10 сентября 2024 | Бахрейнский национальный стадион, Эр-Рифа-эш-Шарки, Бахрейн         | Бахрейн   | 2:0  | 5:0       | Квалификация на ЧМ 2026 |

## Достижения
«Фейеноорд»
- Обладатель Кубка Нидерландов: 2023/24
- Обладатель Суперкубка Нидерландов: 2024